# Dvojec brez krmarja
Dvojec brez krmarja je v veslanju izraz za čoln, v katerem sta dva veslača, ki poganjata čoln vsak s svojim veslom, ki ga držita z obema rokama eden na levi, drugi pa na desni strani čolna. Izraz pove tudi, da v takem čolnu ni krmarja, ki bi usmerjal veslača, zaradi česar je ta zvrst veslanja malo bolj zahtevna in zahteva od obeh veslačev usklajenost gibov in enakomerno porazdelitev moči na obeh veslih. Prav zato je pri tovrstnem veslanju pomembno, da veslača dobro sodelujeta in se ju načeloma ne razdružuje. Običajno ima čoln majhno krmilo, ki ga upravlja eden od veslačev s premiki čevlja levo-desno.
Mednarodna veslaška zveza FISA je leta 2001 spremenila naziv za to disciplino iz "Dvojec brez krmarja" (ang. "Pair-oars without coxswain") v "Dvojec" (angl.Pair).